# Cheirogaleus lavasoensis
Lêmure-anão-de-Lavasoa (Cheirogaleus lavasoensis) é uma espécie  de lêmure da família Cheirogaleidae endêmica de Madagascar. Ocorre no sudoeste da ilha em três pequenos fragmentos de floresta na encosta sul das Montanhas Lavasoa. Estima-se que existam apenas 50 indivíduos na natureza.

## Distribuição geográfica e habitat
A espécie é endêmica das encostas austrais das Montanhas Lavasoa na região de Anosy ao sul de Madagascar. Pode ser encontrada em apenas três pequenos fragmentos de florestas (Grand Lavasoa, Petit Lavasoa e Ambatotsirongorongo), localizados numa zona de transição entre arbustos espinhosos secos, florestas úmidas litorâneas e florestas úmidas.

## Conservação
Os três fragmentos em que a espécie é encontrada provém de uma grande área florestal que cobria a parte sul das montanhas Lavasoa, como demonstrado por fotografias áreas feitas em 1957. Estes fragmentos florestais estão contidos dentro de uma nova área protegida próxima à Ambatotsirongorongo (Nouvelle Aire Protégée Ambatotsirongorongo), que é parte de um serviço nacional de áreas protegidas (Système des Aires Protégées de Madagascar, SAPM). Thiele e colaboradores estimaram que 50, ou talvez menos, indivíduos existam dentro do território estipulado para a espécie.